# 소련 공산당

소련 공산당의 배지

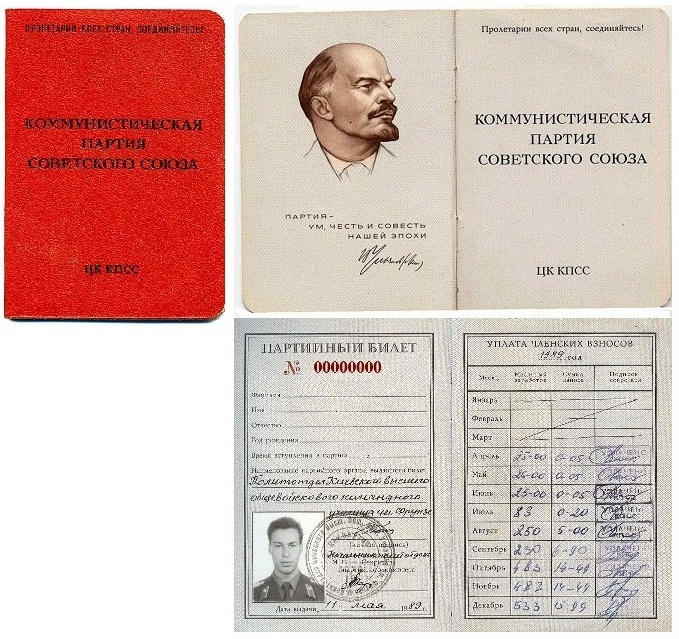
1989년의 소련 공산당 당원증

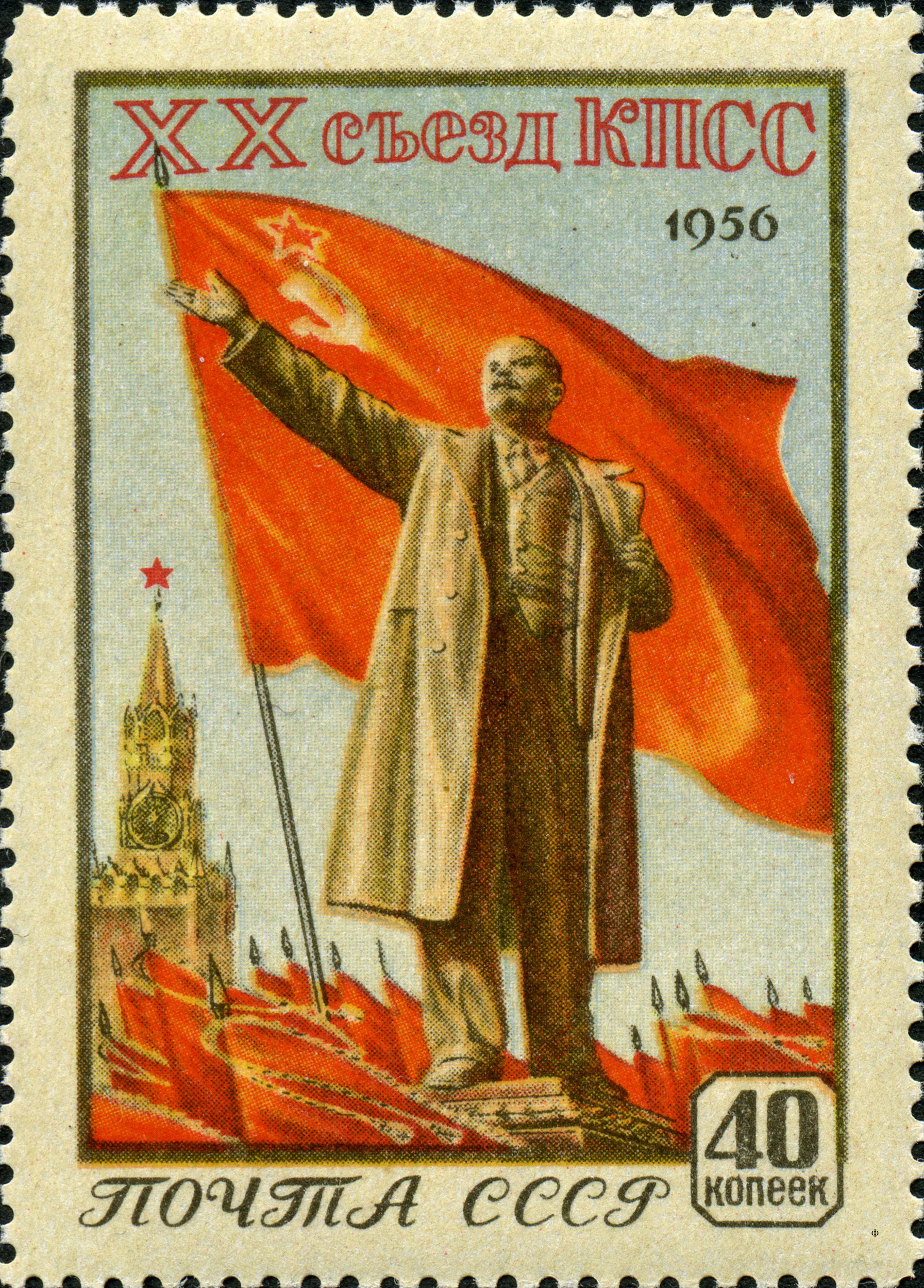
블라디미르 레닌이 그려진 우표

소련 공산당(러시아어: Коммунисти́ческая па́ртия Сове́тского Сою́за, КПСС 코무니스티체스카야 파르티야 소베츠코고 소유자, 카페에스에스[*])는 마르크스-레닌주의를 내건 소비에트 사회주의 공화국 연방의 공산당이자 세계에서 가장 큰 공산주의 조직이었다.
소비에트 사회주의 공화국 연방 공산당의 원류가 되는 전연방 공산당 볼셰비키는 1917년 10월 혁명을 이끌어 사회주의 국가인 러시아 소비에트 연방 사회주의 공화국을 수립한데 이어 인류 역사상 최대의 공산주의 국가인 소비에트 사회주의 공화국 연방을 수립했다. 소비에트 사회주의 공화국 연방 공산당은 러시아 소비에트 사회주의 공화국 성립 이후까지 합쳐 74년 가까이 반대당(야당)을 허용하지 않는 유일 집권당의 지위를 가졌다. 그러나 소비에트 사회주의 공화국 연방 공산당은 1991년 8월 쿠데타 실패 이후 활동이 금지되었으며, 소련 해체 이후에는 러시아 연방 공산당과 함께 소련의 공화국을 이루었던 나라들의 공산당의 전신이 되었다.
소비에트 연방 공산당의 통치체는 1~5년마다 열리는 전당(全黨)대회였으나, 1939년부터 1952년 사이 13년 동안 열리지 않은 적도 있었다. 최후의 전당대회는 1990년 7월 2일부터 11일간 열렸던 제28차 전당대회였다. 전당대회는 중앙위원회 위원을 선출하고, 또 그들 중에서 소련 공산당 정치국원을 선출했다. 또한 그 산하에 기관지 《프라우다》, 청년 조직으로 콤소몰, 청소년 조직으로 피오네르 등을 거느리고 있었다. 한편 당원의 수는 1986년 당시 1900만 명이 넘었다.

## 역사
- 1889년 : 러시아 사회민주노동당(러시아어: Росси́́йская Социал-демократи́ческая Рабо́чая Па́ртия, РСДРП이 민스크에서 창당)
- 1912년 : 러시아 사회민주노동당이 볼셰비키와 멘셰비키로 나뉨. 볼셰비키는 1918년 당명을 러시아 공산당(러시아어: Росси́йская Коммунисти́ческая Па́ртия (большевико́в), РКП(б)으로 바꿈.
- 1925년 : 전연방 공산당 (볼셰비키)로 당명을 바꿈. (러시아어: Всесою́зная Коммунисти́ческая Па́ртия (большевико́в), ВКП(б).
- 1952년 : 소비에트 연방 공산당으로 당명을 바꿈.
- 1991년 8월 24일 : 8월 쿠데타 실패. 미하일 고르바초프가 당 서기장직 사임 및 소련 공산당 해체를 발표.

## 소련 공산당의 후신
- 러시아 연방 공산당
- 우크라이나 공산당
- 카자흐스탄 공산당
- 키르기스스탄 공산당
- 몰도바 공화국 공산당
- 그루지야 통일 공산당
- 투르크메니스탄 공산당
- 아르메니아 공산당
- 아제르바이잔 공산당
- 벨라루스 공산당

## 역대 선거 결과

### 대통령 선거
| 선거명                  | 후보              | 득표수 | 득표율 | 당락 |
| ----------------------- | ----------------- | ------ | ------ | ---- |
| 1990년 소련 대통령 선거 | 미하일 고르바초프 | 1,329  | 72.9%  | 당선 |

### 총선
| 년도 | 하원 득표수 | 하원 득표율 | 하원 의석 | 상원 득표수 | 상원 득표율 | 상원 의석 |
| ---- | ----------- | ----------- | --------- | ----------- | ----------- | --------- |
| 1937 | 89,844,271  | 99.3%       | 461 / 569 | 89,063,169  | 99.4%       | 409 / 574 |
| 1946 | 100,621,225 | 99.2%       | 576 / 682 | 100,603,567 | 99.2%       | 509 / 657 |
| 1950 | 110,788,377 | 99.7%       | 580 / 678 | 110,782,009 | 99.7%       | 519 / 638 |
| 1954 | 120,479,249 | 99.8%       | 565 / 708 | 120,539,860 | 99.8%       | 485 / 639 |
| 1958 | 133,214,652 | 99.6%       | 563 / 738 | 133,431,524 | 99.7%       | 485 / 640 |
| 1962 | 139,210,431 | 99.5%       | 604 / 791 | 139,391,455 | 99.6%       | 490 / 750 |
| 1966 | 143,570,976 | 99.8%       | 573 / 767 | 143,595,678 | 99.8%       | 568 / 750 |
| 1970 | 152,771,739 | 99.7%       | 562 / 767 | 152,843,228 | 99.8%       | 534 / 750 |
| 1974 | 161,355,959 | 99.8%       | 562 / 767 | 161,443,605 | 99.8%       | 534 / 750 |
| 1979 | 174,734,459 | 99.9%       | 549 / 750 | 174,770,398 | 99.9%       | 526 / 750 |
| 1984 | 183,897,278 | 99.94%      | 551 / 750 | 183,892,271 | 99.95%      | 521 / 750 |

### 소비에트 연방 인민대표대회
| 년도 | 의석 수       | 득표수        | 득표율 |
| ---- | ------------- | ------------- | ------ |
| 1989 | 1,957 / 2,250 | 알려지지 않음 | 89.8%  |

## 같이 보기
- 러시아 연방 공산당
- 불가리아 공산당
- 체코슬로바키아 공산당
- 독일 사회주의통일당
- 헝가리 사회노동당
- 폴란드 통일노동자당
- 루마니아 공산당
- 아프가니스탄 인민민주당
- 알바니아 노동당
- 캄푸치아 공산당
- 중국공산당
- 쿠바 공산당
- 에티오피아 노동자당
- 조선로동당
- 라오인민혁명당
- 베트남 공산당
- 유고슬라비아 공산주의자동맹